# Diocese de Goiás
A Diocese de Goiás (Dioecesis Goiasensis) é uma circunscrição eclesiástica da Igreja Católica no Brasil, pertencente à Província Eclesiástica de Goiânia e ao Conselho Episcopal Regional Centro-Oeste da Conferência Nacional dos Bispos do Brasil, sendo sufragânea da Arquidiocese de Goiânia. A sé episcopal está na Catedral de Santana, na cidade de Goiás, no estado de mesmo nome.

## Histórico
A Prelazia de Goiás foi criada pelo Papa Bento XIV no dia 6 de dezembro de 1745, por meio da bula Candor lucis aeternae, desmembrada da então Diocese de São Sebastião do Rio de Janeiro. No dia 15 de julho de 1826, pela bula Sollicita Catholici gregis cura, do Papa Leão XII, foi elevada a diocese.
No dia 18 de novembro de 1932, a bula Quae in faciliorem, do Papa Pio XI, elevou a diocese à dignidade de arquidiocese e Sede Metropolitana.
O Papa Pio XII, no dia 26 de março de 1956, pela bula Sanctissima Christi voluntas, extinguiu a Arquidiocese de Goiás. Nesta mesma data, pela bula Quo gaudio, o Papa criou a nova Diocese de Goiás.

## Bispos
Bispos encarregados:
|                | Nome                                        | Período    | Notas                                           |
| Bispos         | Bispos                                      | Bispos     | Bispos                                          |
| -------------- | ------------------------------------------- | ---------- | ----------------------------------------------- |
| 18º            | Jeová Elias Ferreira                        | 2020-atual |                                                 |
| 17º            | Eugène Lambert Adrian Rixen                 | 1998-2020  |                                                 |
| 16º            | Tomás Balduíno, O.P.                        | 1967-1998  |                                                 |
| 15º            | Abel Ribeiro Camelo                         | 1960-1966  |                                                 |
| 14º            | Cândido Bento Maria Penso, O.P.             | 1957-1959  |                                                 |
| 13º            | Emanuel Gomes de Oliveira, S.D.B.           | 1922-1955  |                                                 |
| 12º            | Prudêncio Gomes da Silva                    | 1907-1921  |                                                 |
| 11º            | Eduardo Duarte e Silva                      | 1891-1907  | Nomeado bispo de Uberaba                        |
| 10º            | Joaquim Arcoverde de Albuquerque Cavalcanti | 1890-1892  | Nomeado bispo coadjutor de São Paulo            |
| 9º             | Cláudio José Gonçalves Ponce de Leão, C.M.  | 1881-1890  | Nomeado bispo de São Pedro do Rio Grande do Sul |
| 8°             | Antônio Maria Corrêa de Sá e Benevides      | 1876-1877  | Nomeado bispo de Mariana                        |
| 7º             | Joaquim Gonçalves de Azevedo                | 1865-1877  | Nomeado arcebispo de São Salvador da Bahia      |
| 6º             | Domingos Quirino de Souza                   | 1860-1863  |                                                 |
| 5º             | Francisco Ferreira de Azevedo               | 1819-1854  |                                                 |
| 4º             | Antônio Rodrigues de Aguiar                 | 1810-1818  |                                                 |
| 3º             | Vicente Alexandre de Tovar                  | 1803-1808  |                                                 |
| 2º             | José Nicolau de Azevedo Coutinho Gentil     | 1788-1795  |                                                 |
| 1º             | Vicente do Espírito Santo, O.A.D.           | 1782-1788  |                                                 |
| Bispo-auxiliar |                                             |            |                                                 |
|                | Abel Ribeiro Camelo                         | 1946-1957  | Nomeado bispo de Jataí                          |